# Wieża radarowa w Bremerhaven
Wieża radarowa w Bremerhaven (niem. Richtfunkturm Bremerhaven) – mierząca 106 metrów żelbetowa wieża znajdująca się w Bremerhaven (Niemcy). Powstała w latach 1962–1965. Mieści liczne instalacje transmitujące przeznaczone do morskich celów radiowych oraz wyposażenie radarowe. Platforma widokowa (na wysokości 60 m) jest dostępna publicznie.
W przeciwieństwie do innych wieży transmisyjnych ta należy do miasta Bremerhaven, a nie do Deutsche Telekom lub innej korporacji radiofonicznej.